# Cecilie Redisch Kvamme
Cecilie Redisch Kvamme (1995. szeptember 11. –) norvég női válogatott labdarúgó. Az angol bajnokságban érdekelt West Ham United védője.

## Pályafutása

### A válogatottban
2019 januárjában mutatkozhatott be a nemzeti csapatban egy Kanada elleni mérkőzésen. Részt vett a 2019-es Algarve-kupán, ahol aranyérmet szerzett Norvégiával, valamint a 2019-es világbajnokságon is jelen volt a keret tagjaként.

## Sikerei

### Klubcsapatokban
Norvég bajnoki ezüstérmes (2):
- Arna-Bjørnar (2): 2013, 2014

### A válogatottban
Norvégia
- Algarve-kupa győztes: 2019